# Taft (Louisiane)
Pour les articles homonymes, voir Taft.
Taft est une census-designated place de la paroisse de Saint-Charles, en Louisiane, aux États-Unis. 